# Джон II де Невилл из Хорнби
Джон (II) де Невилл (англ. John de Neville; 1299/1300 — 1335) — английский рыцарь и землевладелец, феодальный барон Хорнби с 1309 года, сын Джона (I) де Невилла и Петронилы. Происходил из младшей ветви североанглийского рода Невиллов, владевшей землями в Ланкашире, Линкольншире и Западном райдинге Йоркшира; центром этих владений был замок Хорнби в Ланкашире. Был сторонником Томаса, 2-го графа Ланкастера, из-за чего после поражения последнего в битве при Боробридже в 1422 году ему был присуждён штраф в 5 тысяч фунтов, а его владения конфискованы. После свержения короля Эдуарда II в 1327 году Джон был реабилитирован. В октябре 1330 года он принимал активное участие в аресте в Ноттингемском замке Роджера Мортимера, 1-го графа Марча, за что Эдуард III пожаловал ему владения в Беркшире, Дорсете и Шропшире.
Джон не был женат и не оставил наследников, поэтому после его смерти родовые владения перешли к его двоюродному брату Роберту II де Невиллу.

## Происхождение
Джон происходил из младшей ветви знатного североанглийского рода Невиллов. Его предки, первоначально носившие родовое прозвание Фиц-Малдредов, были потомками аристократов, имевших владения в Дареме в Северной Англии. Вероятно, они имели англосаксонские и, возможно, шотландские корни. Согласно поздним генеалогиям, Дольфин Фиц-Утред, первый достоверно известный предок Невиллов, был потомком Кринана, основателя Данкельдской династии — королей Шотландии. С середины XII века центром их владений было имение Стейндропе (ранее Стейнторп) в графстве Дарем. Владения Дольфина составляли 14000 акров. Основным местопребыванием рода было Рэби на севере Стейндропа, где в XIV веке был построен замок Рэби.
Внук Дольфина, Роберт Фиц-Малдред, женился на Изабелле, дочери Джеффри (VI) де Невилла, юстициария Йоркшира, ставшей после смерти бездетного брата наследницей владений Невиллов. В итоге их сын Джеффри (VII) Фиц-Роберт унаследовал обширные владения матери, в том числе Брансепет, Шериф Хаттон и земли в Линкольншире, а также принял патроним «де Невилл», поскольку носить нормандский патроним было престижнее и социально более выгодно, чем английский.
От двух сыновей Джеффри (VII) де Невилла пошло 2 ветви рода. Предком Джона был второй сын Джеффри (VIII) (умер в 1285), который благодаря браку с Маргарет де Лонгвиллер (умерла в 1319) унаследовал поместья, которые располагались на территории трёх графств — Линкольншир, Ланкашир и в Западном райдинге Йоркшира. Главным владением доставшихся в приданое за женой земель было поместье Хорнби в Ланкашире, ставшее основой для процветания его потомков. Старший сын и наследник Джеффри и Маргарет, Джона (I) де Невилла, в момент смерти отца был несовершеннолетним, но его матери удалось сохранить контроль над своими родовыми владениями.
Джон (I) женился на Петрониле (Пернель, умерла в 1346/1349), происхождение которой не установлено. В этом браке родился единственный сын Джон (II).

## Ранние годы
Джон родился в 1299 или 1300 году. В 1309 году умер его отец. Родовыми владениями во время его малолетства управляла бабушка, Маргарет де Невилл. При этом по замку Хорнби она была вассалом Томаса, 2-го графа Ланкастера, на службе которого Джон в итоге и оказался, положив начало длительным личным связям Невиллов с Ланкастерским домом. В 1322 году граф Ланкастер восстал против короля Эдуарда II, но его армия 16 марта была разбита в битве при Боробридже, а сам он казнён. Его сторонники подверглись репресиям. В числе постадавших оказался и Джон. Он принимал участие в битве и попал в плен. Его освободили, но владения были конфискованы и ему был присуждён штраф в 5 тысяч фунтов. Однако выплата штрафа была растянута на 5 лет; этот факт, по мнению историка Питера Макнивена свидетельствует о том, что Невилла не считали неисправимым мятежником.
В 1324 году Джона призвали участвовать в Большом совете и служить английской короне на континенте. В 1326 году он был посвящён в рыцари и его назначили мировым судьёй в Йоркшире.
После свержения Эдуарда II в 1327 году бывшие сторонники 2-го графа Ланкастера были реабилитированы, в их числе был и Джон; к тому моменту он успел заплатить всего 50 фунтов из присуждённого ему штрафа.

## Свержение графа Марча
Несмотря на то, что английским королём стал Эдуард III, сын Эдуарда II, фактическая власть в стране принадлежала Роджеру Мортимеру, 1-му графу Марчу, любовнику королевы Изабеллы, матери короля. Короля это не устраивало, и в конце 1330 года ему предоставилась возможность взять власть в свои руки. В октябре Мортимер и Изабелла отправились в Ноттингемский замок, где планировался совет для обсуждения положения в Гаскони. Они прибыли раньше короля, причём Изабелла лично завладела ключами от за́мка. К этому времени Мортимер уже явно опасался за свою безопасность в присутствии Эдуарда III, поэтому прибывшему королю сообщили, что его допустят в замок только с четырьмя слугами. Король обсудил положение с друзьями, один из них, Уильям Монтегю, сказал королю, что необходимо действовать немедленно. При этом прибывший в город граф Ланкастер был готов поддержать их план, предоставив королю своих людей. Мортимер, получивший от своих шпионов информацию, что приближённые короля планируют на него покушение, настоял на допросе короля и его пятерых последователей, но они всё отрицали. Это оскорбление, судя по всему, оказалось для Эдуарда последней каплей, решившей судьбу любовника его матери.
Благодаря личному врачу Эдуарда, Панчо де Контроне, король заручился поводом не находиться рядом с королевой и Мортимером. 19 октября король и его свита выехали из замка. Но ночью небольшая группа заговорщиков, в которой было минимум 16 человек, проникла через подземный ход в крепость. О нём сообщил Уильям Эланд, кастелян Ноттингемского замка, который великолепно знал все коридоры и переходы здания; в этот день он не стал запирать потайную дверь туннеля и указал заговорщикам путь в темноте. Возглавлял отряд Монтегю, также в нём были Эдвард де Богун, Роберт де Уффорд, Уильям Клинтон и Джон де Невилл. Пробравшись в замок, они проникли в апартаменты королевы. В это время граф Марч совещался с Изабеллой в её приёмной; там же были его сыновья Эдмунд и Джеффри, а также Саймон Берефорд, сэр Хью Терпингтон и епископ Линкольна Генри Бергерш. Ворвавшись в жилые покои, заговорщики наткнулись на Терпинтона, которого убил Невилл, и на нескольких придворных, стоявших на страже, двое из которых также были убиты. Мортимер побежал в покои за мечом, но был схвачен, как и остальные его советники и сыновья. Епископ Бергерш попытался бежать через отхожее место, откуда его пришлось долго вытаскивать. Пока это происходило, Изабелла стояла в дверях и взывала к сыну, который находился за спинами соратников, умоляя пощадить её любовника. Но Мортимер и его соратники были закованы в кандалы.
Свергув любовника матери, Эдуард III обрёл полноту власти. СВоих соратников он щедро наградил. Джону де Невиллу было прощено убийство двух человек и были пожалованы владения в Беркшире, Дорсете и Шропшире.

## Смерть и наследство
В 1335 году Джон был призван на войну против Шотландии, однако в том же году умер — не позже 1 декабря. Женат он, по-видимому, не был, поэтому его владения унаследовал двоюродный брат Роберт (II) де Невилл — сын Роберта (I) де Невилла, младшего брата отца Джона.